# Catherine Dupont
Pour les articles homonymes, voir Dupont.
Catherine Dupont-Lattoco (née Glineur le 11 mai 1958 à Ferrière-la-Grande) est une athlète française, spécialiste du lancer du javelot.

## Biographie
Elle est sacrée championne de France du lancer du javelot en 1981 et 1982.
Elle améliore à deux reprises le record de France du lancer du javelot : 53,70 m le 4 juillet 1981 à Perpignan puis 55,08 m le 18 juillet 1981 à Mulhouse.